# Jelena Čanković
Jelena Čanković (in serbo Јелена Чанковић?; Batajnica, 13 agosto 1995) è una calciatrice serba, centrocampista del Brighton & Hove e della nazionale serba.
È cugina di Jovana Damnjanović, anch'ella calciatrice, di ruolo attaccante, con cui condivide la maglia della nazionale.

## Carriera

### Club
Jelena Čanković, nata a Batajnica nel 1995, a quel tempo parte di Belgrado, Capitale della Serbia e Montenegro, si appassiona fin da giovanissima al calcio, iniziando a giocare nelle formazioni giovanili della squadra della cittadina di residenza. Nel 2009 trasferisce allo Spartak Subotica, società con la quale dopo le prime due stagioni nelle giovanili dal 2011 viene aggregata alla prima squadra debuttando in Prva Ženska Liga, l'allora primo livello del campionato serbo.
Dopo due stagioni consecutive al Chelsea, a fine agosto 2024 si è trasferita al Brighton & Hove, continuando a giocare nella Women's Super League, la massima serie del campionato inglese.

## Palmarès

### Club
- Campionato svedese: 2

Rosengård: 2019, 2021
- Campionato serbo: 3

Spartak Subotica: 2010-2011, 2011-2012, 2012-2013
- Campionato ungherese: 2

Ferencváros: 2014-2015, 2015-2016
- Campionato spagnolo: 1

Barcellona: 2013-2014
- Campionato svedese di seconda divisione: 1

Växjö: 2017
- Coppa di Serbia femminile: 2

Spartak Subotica: 2011-2012, 2012-2013
- Coppa d'Ungheria femminile: 3

Ferencváros: 2014-2015, 2015-2016, 2016-2017
- Coppa di Svezia: 1

Rosengård: 2021-2022
- Women's FA Cup: 1

Chelsea: 2022-2023